# احمد قاسمی (جودوکار)
احمد قاسمی (زادهٔ ۴ اردیبهشت ۱۳۷۴ در تهران)  جودوکار اهل ایران است.از افتخارات وی میتوان به کسب مدال نقره در مسابقات قهرمانی جودو نوجوانان آسیا در سال ۲۰۰۹ و مدال برنز در مسابقات قهرمانی جودو جوانان آسیا در سال ۲۰۱۴ اشاره کرد.